# 20th Century Studios
20th Century Studios, Inc. — американская киностудия подразделения Walt Disney Studios, медиаконгломерата The Walt Disney Company.
Компания основана 31 мая 1935 года в результате слияния двух студий: Fox Film, основанной в 1915 году Уильямом Фоксом, и 20th Century Pictures, Рэймондом Гриффитом и Уильямом Гетцем.
Съёмочная площадка компании исторически занимала Century City, квартал Лос-Анджелеса к западу от Беверли-Хиллз. К настоящему времени этот квартал застроен офисными и жилыми зданиями. Штаб-квартира компании занимает 34-й этаж 35-этажного высотного здания Fox Plaza.
Самые популярные франшизы 20th Century Studios включают в себя: «Звёздные войны» (до перехода к The Walt Disney Company), «Аватар», «Люди Икс», «Ледниковый период», «Рио», «Крепкий орешек», «Хищник», «Чужой», «Планета обезьян», «Один дома», «Ничего себе поездочка», также включая самые популярные телесериалы, такие как «Бэтмен», «МЭШ», «Секретные материалы», «Копы» (Cops), «Футурама», «Симпсоны», «Гриффины», «Американский папаша!», и «24».
Среди наиболее известных актрис, вышедших из этой студии — первая кинозвезда студии 20th Century Studios Ширли Темпл, а также Бетти Грейбл, Джин Тирни, Мэрилин Монро и Джейн Мэнсфилд. Студия также заключила контракт с первой афроамериканской кинозвездой Дороти Дэндридж.
20th Century Studios являлась членом ассоциации кинокомпаний (MPA).

## История

### Fox Film Corporation
Fox Film Corporation образована в 1915 году кинопродюсером Уильямом Фоксом. Для снабжения его обширной сети кинотеатров фильмами, он сформировал Fox Film путём слияния двух компаний в 1913 году: Greater New York Film Rental, торговой фирмы, которая является частью Independents, и производственной компании Fox Office Attractions Company. Это слияние торговой компании с производственной стало одним из первых примеров вертикальной интеграции. Только за год до этого последняя компания распространила новаторский мультфильм Уинзора Маккея — «Динозавр Герти».
Будучи больше предпринимателем, нежели шоуменом, Фокс был сосредоточен на приобретении и строительстве театров, создание фильмов для него было вторичной деятельностью. Первая студия кинокомпании создана в Форт-Ли, где он и многие другие начинающие киностудии Первой Американской индустрии кинофильмов были основаны в начале XX века. В 1917 году Уильям Фокс послал Сола Вурцела в Голливуд для наблюдения за производством студий на Западном побережье США, отличавшемся более гостеприимным и экономически эффективным климатом для производства кинофильмов. Фокс купил студию в Эдендэйле у испытывавшей в то время трудности Selig Polyscope.
С появлением звуковых технологий, Фокс занялся приобретением прав на процессы оптической записи звука. В 1925—1926 годы Фокс приобрёл права на изобретения Фримана Харрисона Оуэнса и Теодора Кейса и права в США на систему «Триэргон», созданную тремя немецкими изобретателями и запатентованную в 1919 году в Германии. Эти изобретения легли в основу системы «Movietone», позже известной как Fox Movietone. В 1927 году компания начала выпускать фильмы с записями музыки и эффектов, а в следующем году Фокс начал серию еженедельных выпусков подборок новостей Fox Movietone News, которая просуществовала до 1963 года. Развивающейся компании необходимо было пространство и в 1926 году Фокс приобрёл 1,2 км² в открытой местности на западе Беверли-Хиллз и построил Movietone City, лучшую оборудованную студию того времени.
Когда в 1927 году умер конкурент Маркус Лов, Фокс предложил выкупить его семейный холдинг. Компания Loew’s Inc. контролировала более 200 театров, а также студию Metro-Goldwyn-Mayer (чьи фильмы в настоящее время распространяются Fox на международном уровне). Когда в 1929 году семья согласилась на продажу, было объявлено о слиянии Fox и Loew’s Inc. Однако глава студии MGM Луис Барт Майер не был включён в сделку, что вызвало с его стороны сопротивление. Чтобы заблокировать слияние, Майер, используя политические связи, обратился в антимонопольное подразделение министерства юстиции, несмотря на тот факт, что MGM вкупе с Loew’s Theatres сами рассматривались как нарушители антимонопольного закона. К счастью для Майера, Фокс тяжело пострадал в автокатастрофе летом 1929 года и осенью лишился большей части своего состояния во время обвала фондового рынка, что положило конец слиянию с Loew.
На грани банкротства Фокс лишился империи и попал в тюрьму на шесть месяцев. Fox Film, с более чем 500 театрами, была передана в конкурсное управление. Проведённая банком реорганизация на некоторое время поддержала компанию, но уже стало ясно, что для Fox Film единственным способом выжить было слияние. Назначив президентом компании Сидни Кента, новые владельцы в начале весны 1935 года начали переговоры с молодой, но мощной и независимой компанией Twentieth Century Pictures.

### Twentieth Century Pictures
Twentieth Century Pictures — независимая производственная голливудская кинокомпания, созданная в 1933 году Джозефом Шенком (бывший президент United Artists), Дэррилом Ф. Зануком (Warner Brothers), Уильямом Гетцем и Рэймондом Гриффитом. Финансовая поддержка осуществлялась младшим братом Джозефа Шенка — Николасом Шенком и тестем Уильяма Гетца — Луисом Бартом Майером, главы MGM. Фильмы снимались в различных студиях, а готовая продукция распространялась компанией United Artists.
Шенк был президентом 20th Century, в то время как Занук был назначен вице-президентом по производству, а Гетц служил в качестве вице-президента. Успех пришёл с самого начала: фильм «Дом Ротшильдов» номинировался на премию Американской киноакадемии за лучший фильм. В 1935 году компания выпустила классический фильм «Отверженные» по роману Виктора Гюго, который также был номинирован на лучший фильм. Всего за два года было выпущено около 20 фильмов.

### Слияние
В 1935 году Шенк и Занук начали переговоры с управляющим Fox Film Corporation Сидни Кентом о слиянии. Несмотря на то, что Fox Film была в то время значительно крупней, 20th Century Pictures выступала в роли ведущего игрока в этой сделке. Немалую роль в осуществлении слияния сыграл Спирос Скурас, бывший в то время управляющим сети театров Западного побережья корпорации Fox, а позднее ставшим и президентом новой компании.
Компания получила название The Twentieth Century-Fox Film Corporation и начала функционировать 31 мая 1935 года. Первым президентом объединённого кинотреста стал Джозеф Шенк, но фактически делами компании управлял Дэррил Занук. Наиболее значимыми фильмами начала 1940-х годов стали «Гроздья гнева» (1940) и «Как зелена была моя долина» (1941), в послевоенные годы — «Остриё бритвы» (1946), «Вертикальный взлёт» (1949), «Всё о Еве» (1950), «Снега Килиманджаро» (1952). В начале 1950-х годов кинокомпания перешла на широкоэкранную технологию CinemaScope, первым таким фильмом стал «Плащаница» (1953). Фильмы с участием Мэрилин Монро в 1953—55 годах давали компании стабильно высокие кассовые сборы.
С середины 1950-х годов у 20th Century Fox, как и других голливудских кинокомпаний, начался кризис, вызванный развитием телевидения и, как следствие, падением популярности кинотеатров. В 1956 году Занук покинул компанию. В 1962 году чистый убыток 20th Century Fox составил 39,8 млн долларов на выручку 96,4 млн, часть убытков была вызвана перерасходом средств на съёмки фильма «Клеопатра». В том же 1962 году Занук вернулся в компанию с фильмом «Самый длинный день», успех которого поправил финансовое положение 20th Century Fox. Тогда же Занук назначил своего сына Ричарда вице-президентом. В отличие от других голливудских компаний, начавших урезать бюджет, 20th Century Fox продолжала в большом количестве снимать дорогие масштабные фильмы, в расчёте, что успех какого-нибудь из них окупит расходы. Примером такого успешного фильма был «Звуки музыки» 1964 года, принесший 79 млн кассовых сборов. В то же время всё больший доход начали приносить съёмки телепрограмм и продажа прав на показ фильмов телекомпаниям. К концу 1960-х годов, однако, компания снова начала нести убытки, вызванные, в частности провалом фильмов «Доктор Дулиттл» и «Тора! Тора! Тора!». Сравнительно успешными фильмами этого периода были «Планета обезьян» и «Бутч Кэссиди и Санденс Кид».
В 1970 году Дэррил Занук окончательно ушёл из компании, также как и его сын, 20th Century Fox возглавил Дэннис Стэнфилл. Он начал программу диверсификации в звукозапись, телерадиовещание и тематические парки, также была куплена сеть кинотеатров в Австралии и Новой Зеландии. Среди успешных фильмов 1970-х годов были «Военно-полевой госпиталь» (1970), «Французский связной» (1971), «Приключение „Посейдона“» (1972) и «Молодой Франкенштейн» (1974), но самым рентабельным проектом стало вложение 10 млн долларов в съёмки киносаги «Звёздные войны», только за первый год проката он принёс более 200 млн долларов. Расширение сферы деятельности продолжилась покупкой Coca-Cola Bottling Midwest (бутилирующей компании системы Coca-Cola) и двух крупных туристических компаний США (Aspen Skiing и Pebble Beach Corporation).
Финансовыми проблемами компании в начале 1980-х годов воспользовался нефтяной магнат Марвин Дэвис, ему удалось скупить контрольный пакет акций 20th Century Fox и таким образом совершить враждебное поглощение. Стэнфиллу в 1981 году пришлось уйти из компании. Положение компании продолжало ухудшаться, было продано большинство непрофильных активов. В 1984 году президентом компании был назначен Барри Дилер. В 1985 году компанию за 575 млн долларов купил Руперт Мёрдок, ещё 2 млрд он потратил на покупку 7 телестанций в США, таким образом начав формировать один из крупнейших медиаконгломератов в стране; эти активы вошли в состав его News Corporation. Приток капитала позволил в конце 1980-х годов снять несколько успешных фильмов, в частности «Чужие», «Телевизионные новости», «Уолл-стрит», «Большой», «Деловая девушка», «Крепкий орешек» и «Война Роузов». В 1986 году начала вещание телекомпания Fox Broadcasting Company.
В начале 1990-х годов компания вышла в лидеры в США по кассовым сборам благодаря фильмам «Один дома» и «Эдвард Руки-ножницы». Для проектов в области независимого кино в 1994 году было открыто подразделение Fox Searchlight. В 1996 году компания заключила с Citigroup крупный контракт по финансированию своих проектов. В 1997 году на экраны вышел первый полнометражный мультфильм компании «Анастасия», а в следующем году — самый успешный на то время фильм 20th Century Fox «Титаник»; их кассовый успех дополнялся продажей в большом количестве связанной с ними сувенирной продукции.
В 2009 году под эгидой 20th Century Fox формат 3D был возвращён в коммерческое производство (фильм «Аватар»).
В 2013 году конгломерат News Corporation был разделен на две части, 20th Century Fox перешла в подчинение медиахолдингу 21st Century Fox.

### Покупка компанией Disney
Летом 2017 года компания Disney начала переговоры о покупке холдинга 21st Century Fox, 19 марта 2019 года на официальном сайте компании Disney появилась новость о закрытии сделки по приобретению 21st Century Fox. Одновременно на главной странице нового собственника появились изображения кинофраншиз, которые ранее принадлежали исключительно Fox.
Компании Disney перешли права на популярные франшизы, куда, в числе прочих, входят «Люди Икс», «Аватар», «Симпсоны» «Гриффины» «Планета обезьян», «Kingsman» и многие другие. У Fox остались только новостной и спортивный каналы, на основе которых была создана компания Fox Corporation. В январе 2020 года Disney переименовала 20th Century Fox в 20th Century Studios, что помогло избежать путаницы с Fox Corporation.

## 20th Century Fox Home Entertainment
Видеокомпания 20th Century Fox Video основана в 1976 году корпорацией Magnetic Video. В 1982 году объедининена с видеокомпанией CBS Video в совместное предприятие CBS/Fox Video. Данная видеокомпания выпускала свои фильмы на Betamax, VHS, позже к началу 1990-х — на Laserdisc. В 1991 году видеокомпания переименована в Fox Video. В 1998 году компания переименована в 20th Century Fox Home Entertainment и начала выпускать свои фильмы на DVD.